# Lloyd Moseby
Lloyd Anthony Moseby (Portland, Arkansas, 5 de noviembre de 1959), más conocido como Lloyd Moseby, es un exjugador profesional estadounidense de béisbol que se desempeñó en la posición de jardinero central en las Grandes Ligas de Béisbol (MLB). Logró obtener un Bate de Plata.

## Carrera
Moseby jugó como profesional diez temporadas en Toronto Blue Jays (1980-1989), después pasó a Detroit Tigers, donde jugó dos temporadas (1990-1991), y fue el equipo en el que se retiró.

## Premios
Fue galardonado con el Bate de Plata en una oportunidad (1983).